# Pringlangu
Pringlangu is een bestuurslaag in het regentschap Pekalongan van de provincie Midden-Java, Indonesië. Pringlangu telt 6054 inwoners (volkstelling 2010).